# 2005年德國聯賽盃
2005年德國聯賽盃為第九屆舉行的德國聯賽盃，於2005年7月23日至8月2日進行，賽事由2004至05年德國甲組足球聯賽首五名及德國盃冠軍參加，但由於拜仁慕尼黑上季同時奪得聯賽及德國盃冠軍，因此另一個名額由聯賽第六名補上。最後上屆聯賽亞軍史浩克零四擊敗史特加首度奪標。

## 參賽球會
- 拜仁慕尼黑（德甲聯賽及德國盃冠軍）
- 沙尔克04（德甲聯賽亞軍）
- 不来梅沙洲（德甲聯賽季軍）
- 柏林赫塔（德甲聯賽殿軍）
- 斯图加特（德甲聯賽第五名）
- 勒沃库森（德甲聯賽第六名）

## 賽事

### 半準決賽
| 7月23日 15:30 | 雲達不萊梅 | 1 : 0                | 利華古遜 | 杜塞尔多夫LTU球場 |
| 7月23日 18:15 | 哈化柏林   | 1 : 1 (3 : 4) 十二碼 | 史特加   | 杜塞尔多夫LTU球場 |

### 準決賽
| 7月26日 20:30 | 拜仁慕尼黑 | 1 : 2 | 史特加     | 慕尼黑安聯球場         |
| 8月27日 20:30 | 史浩克零四 | 2 : 1 | 雲達不萊梅 | 蓋爾森基興維爾廷斯球場 |

### 決賽
| 8月2日 20:30 | 史特加 | 0 : 1 | 史浩克零四 | 萊比錫中央球場 |

## 外部連結
- （德文） 德國聯賽盃官方網站